# Kodeńská rovina

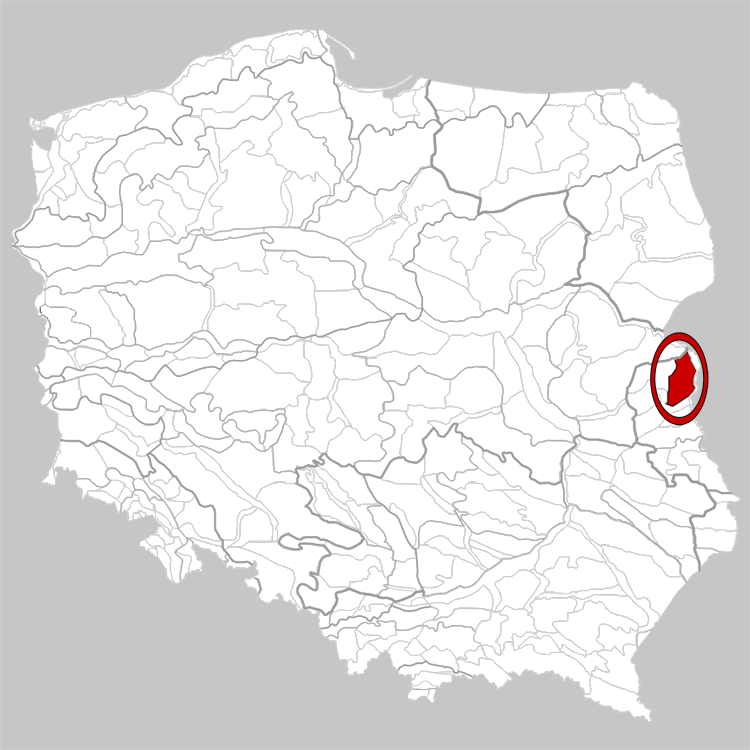
Kodeńská rovina (červeně) na mapě Polska

Kodeńská rovina (polsky Równina Kodeńska) je fyzicko-geografický geomorfologický celek ve východním Polsku, který leží na severovýchodním okraji Západního Polesí, na západě od Bugu. Rozkládá se mezi městy Sławatycze a Terespol. 
Největším městem roviny (od které pochází vlastní název celku) je Kodeń. Důležitým centrem je také město Sławatycze. Obě obce leží na řece Bug. Řeka protéká přes geomorfologický celek Brestské Polesí.